# ربيعة بن عباد
ربيعة بن عباد الديلي- أو الدؤلي-الحجازي، له صحبة، قبل أن سلم رأى النبي  بسوق ذي المجاز، يتبع الناس في رحالهم يدعوهم إلى الله عز وجل، ثم أسلم، وشهد اليرموك، بقي إلى حدود سنة تسعين. وتوفي في خلافة الوليد بن عبد الملك.
حدث عنه: محمد بن المنكدر، وهشام بن عروة، وأبو الزناد، وزيد بن أسلم.
قال أبو المحاسن الحسيني: «صحابي». وقال أبو حاتم الرازي: «رأى النبي ﷺ بذي المجاز يتبع الناس في رحالهم يدعوهم إلى الله ». وقال أبو حاتم بن حبان البستي: «له صحبة». وقال محمد بن إسماعيل البخاري: «له صحبة». 